# Rájec-Jestřebí
Rájec-Jestřebí (deutsch Raitz-Jestreb) ist eine Stadt in Tschechien. Sie liegt sieben Kilometer nördlich von Blansko an der Svitava und gehört zum Okres Blansko.

## Geographie

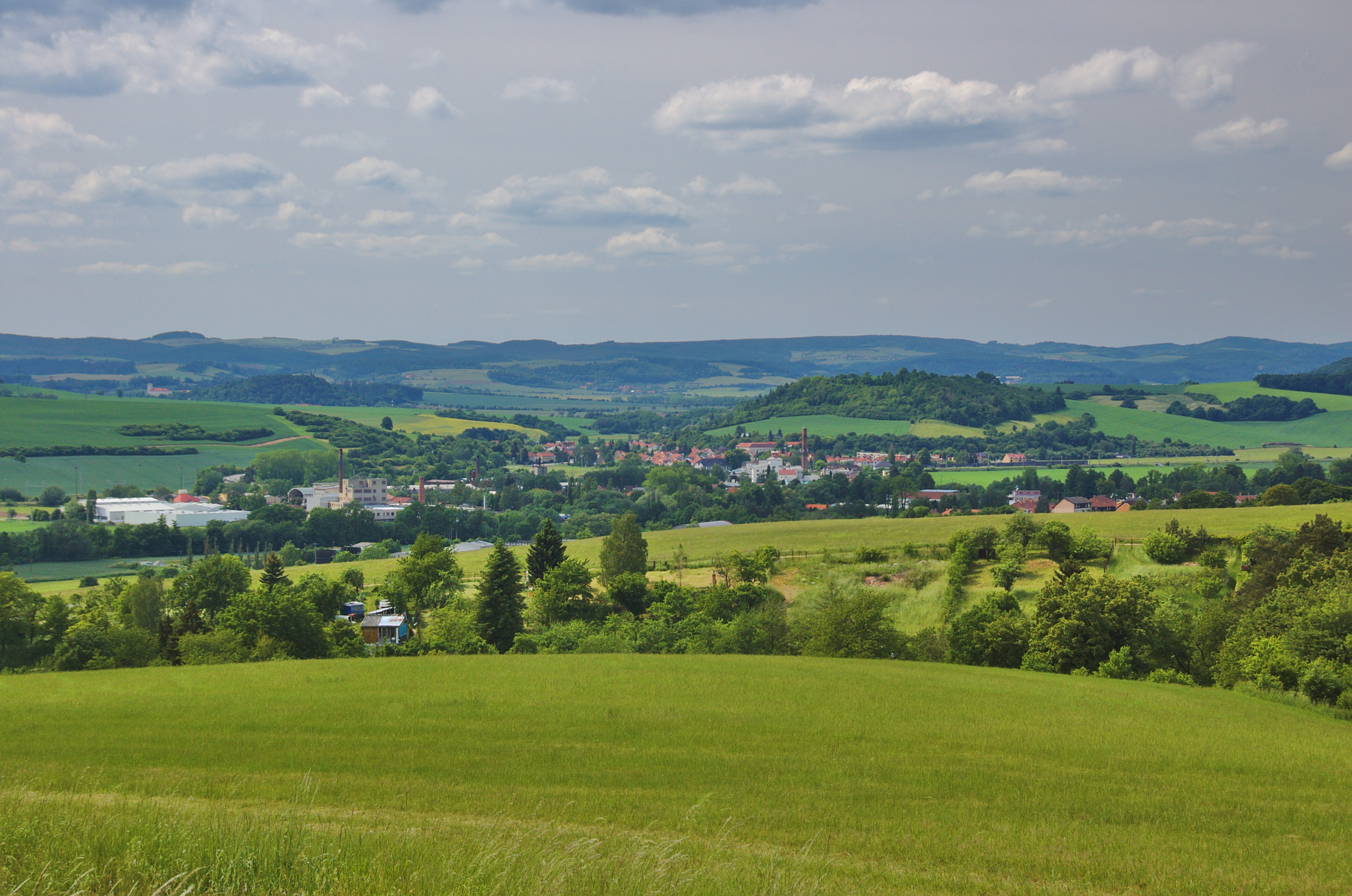
Panorama Pohled na Rájec-Jestřebí

Die Stadt befindet sich nördlich des Mährischen Karstes am Übergang der Böhmisch-Mährischen Höhe zum Drahaner Bergland an der Mündung der Býkovka in die Svitava. Durch Rájec-Jestřebí führt die Staatsstraße 374 zwischen Boskovice und Blansko sowie die Eisenbahn zwischen Boskovice und Brno.
Nachbarorte sind Klemov und Doubravice nad Svitavou im Norden, Holešín und Kuničky im Nordosten, Žďár und Petrovice im Osten, Ráječko und Spešov im Süden.

## Geschichte
Rájec wurde 1131 in einer Liste des Olmützer Bischofs Heinrich Zdik erstmals urkundlich erwähnt. In unmittelbarer Umgebung des Ortes lagen im Mittelalter zwei Burgen, von denen sich eine auf der Flur Na Hradisku und die andere an der Stelle des Schlosses befand. Beide Burgen wurden vermutlich zum Ende des 14. Jahrhunderts in den Machtkämpfen zwischen dem Markgrafen Jobst von Mähren und seinem Bruder Prokop zerstört. Rájec war Sitz einer weltlichen Herrschaft, die zunächst in den Händen des örtlichen Geschlechts von Rájec lag und dann an die Drnovský von Drnovice gelangte. Erste Nachrichten von Jestřebí, das zur Herrschaft Bořitov gehörte stammen von 1371.
1570 ließ Bernhard Drnovský an der Stelle der wüsten Burg Rájec ein Renaissanceschloss erbauen. Nach dem Tode von Katharina Drnovský fiel Rájec mit dem Gut Jedovnice 1635 an deren Witwer Zdislav von Heisenstein. Nach Zdislavs Tod wechselte sich mehrere ausländische Adlige als Besitzer der Herrschaft ab. 1661 sprach Kaiser Leopold I. die Herrschaft Rájec mit Jedovnice der letzten Nachkommin der Drnovský, Johanka Drnovský, verheiratet mit Georg Ehrenreich von Rogendorf zu. Deren Sohn Johann Christian, der 1667 die Güter übernahm, wurde mit dem Titel Graf von Rogendorf und Freiherr von Mollenburg in den Reichsgrafenstand erhoben. Während der Herrschaft der Grafen von Rogendorf erfuhr die gotische Kirche „Aller Heiligen“ im 18. Jahrhundert ihre barocke Neugestaltung. Karl Ludwig Graf Rogendorf gründete 1717 das Dorf Rogendorf und 1724 Mollenburg. 1738 verstarb Karl Ludwig. Dessen Sohn verkaufte 1741 seiner Mutter Caroline, geborene Pálffy-Erdöd die Güter Rájec und Jedovnice. Nach dem Brand des Schlosses Raitz im Jahre 1746 siedelte Caroline von Rogendorf und Mollenburg 1746 nach Sloup über. Nach ihrem Tode fiel das Erbe an ihre drei Söhne, die den Besitz 1763 für 360.000 Gulden an den Ehemann ihrer Schwester Raphaela, Anton Josef Altgraf von Salm-Reifferscheidt verkauften, der im selben Jahre mit dem Neuaufbau des Schlosses begannen. Raitz wurde zum Sitz der Linie Salm-Reifferscheidt-Raitz. Hugo Franz zu Salm-Reifferscheidt-Raitz, der 1811 die Herrschaft übernahm, war ein bedeutender Gelehrter und Unternehmer. Neben der Gründung einer Zuckerfabrik, Spinnerei und Kunstgießerei erwarb er sich Verdienste um den Bau der Eisenbahn durch das Zwittetal.
Nach der Ablösung der Patrimonialherrschaften wurde Rájec 1850 zu selbstständigen Gemeinde. 1946 erfolgte die Enteignung und Internierung der Familie Salm-Reifferscheidt-Raitz. Der Familienfriedhof des Hauses befindet sich gegenüber der Kirche in Sloup.
Im Zuge der Gemeindegebietsreform von 1960 wurden die Orte Rájec nad Svitavou und Jestřebí zur Stadt Rájec-Jestřebí vereinigt.

## Ortsgliederung
Die Stadt Rájec-Jestřebí besteht aus den Ortsteilen Holešín (Holeschin), Jestřebí (Jestreb), Karolín (Karolin) und Rájec (Raitz), die zugleich auch Katastralbezirke bilden.

## Sehenswürdigkeiten

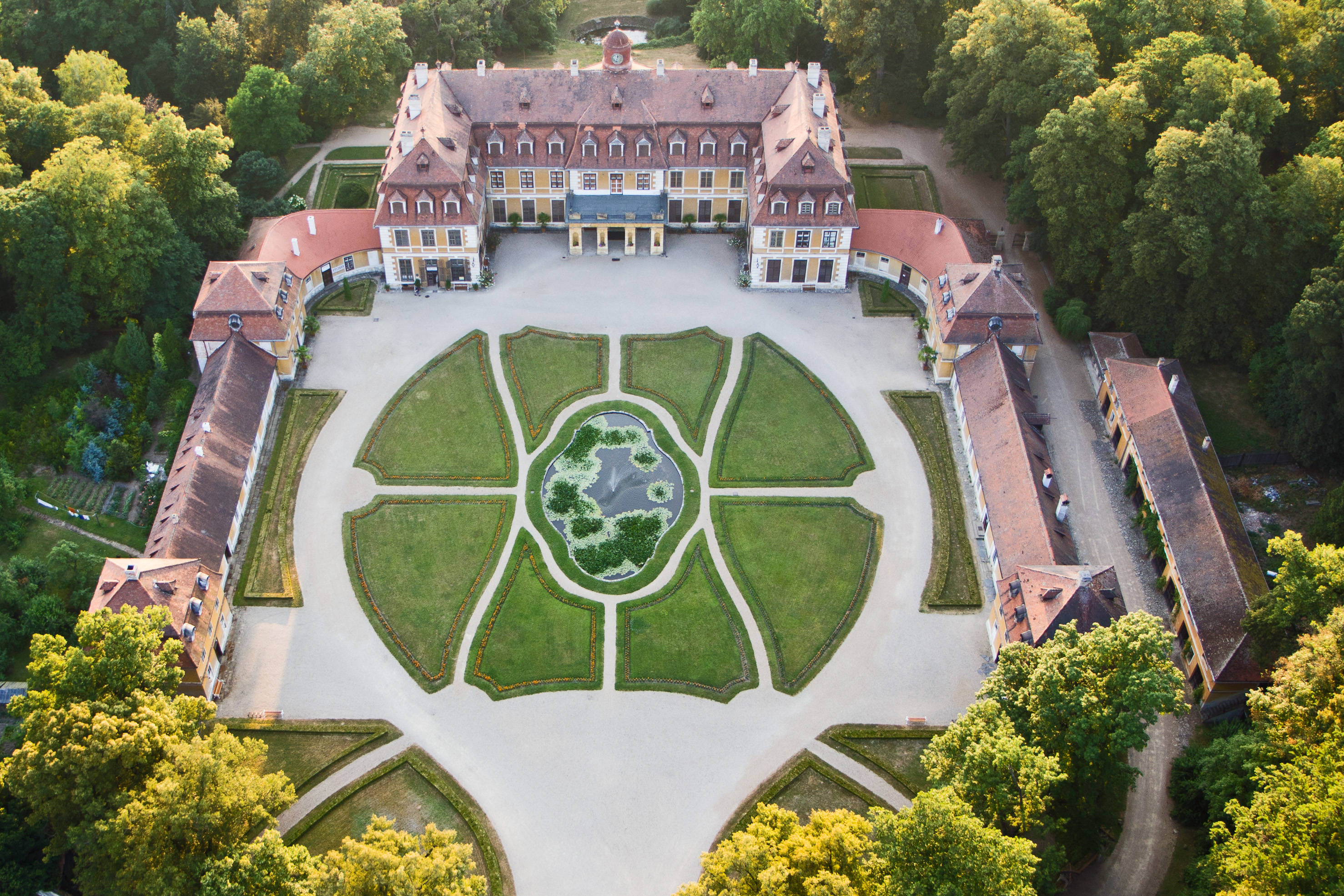
Schloss Rájec (Raitz)

- Schloss Rájec nad Svitavou, zwischen 1763 und 1769 für Anton Karl Josef Fürst zu Salm-Reifferscheidt errichtet und 1767 von einem englischen Schlosspark umgeben
- Allerheiligenkirche in Rájec nad Svitavou, erbaut vor 1350 und 1574 um den Turmanbau erweitert
- Kapelle der Jungfrau Maria Himmelfahrt, Grablege der Familie von Roggendorf
- Kapelle der Hl. Anna in Jestřebí, 1867 errichtet